# Nyctyornis
Nyctyornis là một chi chim trong họ Meropidae.